# NGC 232
NGC 232 es una galaxia espiral barrada localizada en la constelación de Cetus.